# Elizabeth Minter
Ne pas confondre avec Anne Minter, également joueuse de tennis.
Elizabeth Minter (née le 23 août 1965) est une joueuse de tennis australienne, professionnelle dans les années 1980.

## Palmarès

### Titre en simple dames
Aucun

### Finale en simple dames
Aucune

### Titres en double dames
| No | Date       | Nom et lieu du tournoi       | Catégorie   | Dotation | Surface    | Partenaire     | Finalistes                          | Score         |          |
| -- | ---------- | ---------------------------- | ----------- | -------- | ---------- | -------------- | ----------------------------------- | ------------- | -------- |
| 1  | 10/09/1984 | Ginny of Utah Salt Lake City |             | NC       | Dur (ext.) | Anne Minter    | Heather Crowe Robin White           | 6-1, 6-2      | Parcours |
| 2  | 24/09/1984 | Ginny of Richmond Richmond   | VS Tour C1+ | 50 000 $ | Dur (ext.) | Joanne Russell | Jennifer Mundel Felicia Raschiatore | 6-4, 3-6, 7-6 | Parcours |

### Finale en double dames
| No | Date       | Nom et lieu du tournoi                    | Catégorie | Dotation | Surface    | Vainqueures                           | Partenaire    | Score         |          |
| -- | ---------- | ----------------------------------------- | --------- | -------- | ---------- | ------------------------------------- | ------------- | ------------- | -------- |
| 1  | 26/01/1987 | Nutri-Metrics International Open Auckland |           | 50 000 $ | Dur (ext.) | Anna Maria Fernández Julie Richardson | Gretchen Rush | 4-6, 6-4, 6-2 | Parcours |

## Parcours en Grand Chelem

### En simple dames
| Année | Open d'Australie (janvier) | Open d'Australie (janvier) | Internationaux de France | Internationaux de France | Wimbledon       | Wimbledon       | US Open         | US Open      | Open d'Australie (décembre) | Open d'Australie (décembre) |
| ----- | -------------------------- | -------------------------- | ------------------------ | ------------------------ | --------------- | --------------- | --------------- | ------------ | --------------------------- | --------------------------- |
| 1983  | n/a                        | n/a                        | -                        | -                        | 1er tour (1/64) | Pam Casale      | -               | -            | 1er tour (1/32)             | Lele Forood                 |
| 1984  | n/a                        | n/a                        | -                        | -                        | -               | -               | -               | -            | 3e tour (1/8)               | Pam Shriver                 |
| 1985  | n/a                        | n/a                        | 1er tour (1/64)          | Isabel Cueto             | 2e tour (1/32)  | Wendy Turnbull  | 1er tour (1/64) | Anne Minter  | 1er tour (1/32)             | Etsuko Inoue                |
| 1986  | n/a                        | n/a                        | 1er tour (1/64)          | Raffaella Reggi          | 3e tour (1/16)  | C. Lindqvist    | 3e tour (1/16)  | Kathy Jordan | n/a                         | n/a                         |
| 1987  | 1er tour (1/64)            | Camille Benjamin           | 1er tour (1/64)          | Carina Karlsson          | 1er tour (1/64) | Marcella Mesker | 1er tour (1/64) | Anne Hobbs   | n/a                         | n/a                         |
| 1988  | 1er tour (1/64)            | M. Navrátilová             | 1er tour (1/64)          | Hana Mandlíková          | 3e tour (1/16)  | Zina Garrison   | 1er tour (1/64) | Steffi Graf  | n/a                         | n/a                         |
| 1989  | 1er tour (1/64)            | Rennae Stubbs              | -                        | -                        | -               | -               | -               | -            | n/a                         | n/a                         |

À droite du résultat, l’ultime adversaire.

### En double dames
| Année | Open d'Australie (janvier)  | Open d'Australie (janvier) | Internationaux de France     | Internationaux de France  | Wimbledon                   | Wimbledon               | US Open                      | US Open                 | Open d'Australie (décembre) | Open d'Australie (décembre) |
| ----- | --------------------------- | -------------------------- | ---------------------------- | ------------------------- | --------------------------- | ----------------------- | ---------------------------- | ----------------------- | --------------------------- | --------------------------- |
| 1983  | n/a                         | n/a                        | -                            | -                         | 2e tour (1/16) Anne Minter  | Navrátilová Pam Shriver | 1er tour (1/32) Anne Minter  | B. J. King Sharon Walsh | 1er tour (1/16) Anne Minter | B. Jordan E. Sayers         |
| 1984  | n/a                         | n/a                        | -                            | -                         | 1er tour (1/32) Anne Minter | Kim Sands C. Vanier     | 2e tour (1/16) Anne Minter   | B. Potter Sharon Walsh  | 1/4 de finale Anne Minter   | Chris Evert W. Turnbull     |
| 1985  | n/a                         | n/a                        | 2e tour (1/16) Anne Minter   | A. Holíková K. Skronská   | 1er tour (1/32) Anne Minter | Bettina Bunge Eva Pfaff | 2e tour (1/16) Anne Minter   | M. Mesker P. Paradis    | 1er tour (1/16) Anne Minter | G. Fernández Robin White    |
| 1986  | n/a                         | n/a                        | 1er tour (1/32) Louise Field | B. Nagelsen C. Reynolds   | 1er tour (1/32) Anne Minter | Kathy Jordan A. Moulton | 1er tour (1/32) Anne Minter  | C. Reynolds Anne Smith  | n/a                         | n/a                         |
| 1987  | 1er tour (1/16) Anne Minter | B. Cordwell Louise Field   | 1er tour (1/32) Louise Field | Sophie Amiach N. Herreman | 3e tour (1/8) Louise Field  | Lori McNeil Robin White | 1er tour (1/32) Louise Field | Steffi Graf G. Sabatini | n/a                         | n/a                         |
| 1988  | 1er tour (1/32) H. Ludloff  | C. Lindqvist Robin White   | 1er tour (1/32) Jane Thomas  | Navrátilová Pam Shriver   | -                           | -                       | -                            | -                       | n/a                         | n/a                         |

Sous le résultat, la partenaire ; à droite, l’ultime équipe adverse.

### En double mixte
| Année | Open d'Australie (janvier), | Open d'Australie (janvier), | Internationaux de France | Internationaux de France | Wimbledon                 | Wimbledon             | US Open                  | US Open                  | Open d'Australie (décembre), | Open d'Australie (décembre), |
| ----- | --------------------------- | --------------------------- | ------------------------ | ------------------------ | ------------------------- | --------------------- | ------------------------ | ------------------------ | ---------------------------- | ---------------------------- |
| 1983  | n/a                         | n/a                         | -                        | -                        | -                         | -                     | 2e tour (1/8) R. Crowley | Sherry Acker Drew Gitlin | n/a                          | n/a                          |
| 1985  | n/a                         | n/a                         | -                        | -                        | 2e tour (1/16) C. Fancutt | C. Tanvier Mike Bauer | -                        | -                        | n/a                          | n/a                          |

Sous le résultat, le partenaire ; à droite, l’ultime équipe adverse.

## Parcours aux Jeux olympiques

### En simple dames
| # | Date       | Nom de l'olympiade         | Surface    | Résultat        | Ultime adversaire | Score    |          |
| - | ---------- | -------------------------- | ---------- | --------------- | ----------------- | -------- | -------- |
| 1 | 06/08/1984 | Olympic Games, Los Angeles | Dur (ext.) | 1er tour (1/16) | Lilian Drescher   | 7-5, 6-2 | Parcours |

## Parcours en Coupe de la Fédération
| #                                                                | Date       | Lieu      | Surface      | Gagnante(s)                  | Perdante(s)                        | Score    |          |
|                                                                  |            |           |              |                              |                                    |          |          |
| 1984 - 1er tour (groupe mondial) - Argentine - Australie - 0 : 3 |            |           |              |                              |                                    |          |          |
| 1                                                                | 16/07/1984 | São Paulo | Terre (ext.) | Anne Minter Elizabeth Minter | Emilse Raponi Gabriela Sabatini    | 6-1, 6-2 | Parcours |
|                                                                  |            |           |              |                              |                                    |          |          |
| 1984 - 2e tour (groupe mondial) - Belgique - Australie - 0 : 3   |            |           |              |                              |                                    |          |          |
| 2                                                                | 16/07/1984 | São Paulo | Terre (ext.) | Anne Minter Elizabeth Minter | Nicole Mabille Kathleen Schuurmans | 6-3, 6-3 | Parcours |

## Classements WTA

### Classements en simple en fin de saison
| Année | 1986 | 1987 | 1988 | 1989 |
| Rang  | 90   | 77   | 142  | 253  |

Source : (en) « Classements de Elizabeth Minter », sur le site officiel du WTA Tour

### Classements en double en fin de saison
| Année | 1986 | 1987 | 1988 |
| Rang  | 140  | 120  | 233  |

Source : (en) « Classements de Elizabeth Minter », sur le site officiel du WTA Tour